# Pallacanestro Olimpia Milano 1997-1998
Questa voce raccoglie le informazioni riguardanti la Pallacanestro Olimpia Milano , sponsorizzata Stefanel, nelle competizioni ufficiali della stagione 1997-98.

## Stagione
La stagione 1997-1998 vede Franco Marcelletti confermato alla guida tecnica all'Olimpia. La stagione inizia con alcuni turni di coppa Italia che vedono l'Olimpia eliminare Jesi, Pesaro e Verona.
Il prosieguo della stagione vede la Stefanel disputare la regular season del campionato di serie A1  e l'Eurocoppa.
Nella competizione europea i Milanesi superano al primo posto il girone della prima fase e nei sedicesimi gli sloveni del Polzela mentre a fine gennaio l'Olimpia disputa le final four di Coppa Italia a Casalecchio di Reno venendo sconfitta ed eliminata in semifinale da Treviso.
La Stefanel in Eurocoppa elimina negli ottavi i belgi di Ostenda e nei quarti i francesi di Villeurbane ma in campionato i risultati sono altalenanti tanto da convincere la dirigenza, il 20 marzo 1998, a cambiare per la prima volta nella storia della società, il tecnico durante la stagione esonerando Marcelletti e richiamando Casalini.
L'Olimpia conclude la regular season del campionato posizionandosi al sesto posto mentre in Eurocoppa riesce a superare in semifinale i greci del Panathinaikos.
Negli ottavi di finale dei play off la Stefanel affronta Reggio Emilia perdendo le prime due partite e venendo così eliminata.
La finale di Eurocoppa si svolge il 14 aprile 1998 a Belgrado contro i lituani dello Zalgiris di Kaunas e vede i milanesi venire sconfitti per 67 a 82.

## Roster
| Stefanel Milano 1997-98 | Stefanel Milano 1997-98 |
| Giocatori               | Staff tecnico           |
| ----------------------- | ----------------------- |

| N. | Naz.                                               | Ruolo | Nome                   | Anno | Alt.   | Peso   |  |
| -- | -------------------------------------------------- | ----- | ---------------------- | ---- | ------ | ------ |  |
| 5  | Italia (bandiera)                                  | G     | Marco Mordente         | 1979 | 190 cm | 88 kg  |  |
| 6  | Italia (bandiera)                                  | G     | Flavio Portaluppi      | 1971 | 188 cm | 88 kg  |  |
| 9  | Italia (bandiera)                                  | C     | Andrea Michelori       | 1978 | 202 cm | 112 kg |  |
| 10 | Serbia e Montenegro (bandiera) · Grecia (bandiera) | PG    | Srđan Jovanović        | 1976 | 195 cm | 88 kg  |  |
| 15 | Stati Uniti (bandiera)                             | AC    | Thurl Bailey           | 1961 | 211 cm | 98 kg  |  |
| 14 | Italia (bandiera)                                  | C     | Davide Cantarello      | 1968 | 214 cm | 108 kg |  |
| 5  | Italia (bandiera)                                  | P     | Ferdinando Gentile (C) | 1967 | 190 cm | 85 kg  |  |
| 12 | Stati Uniti (bandiera)                             | C     | Warren Kidd            | 1970 | 206 cm | 113 kg |  |
| 10 | Italia (bandiera)                                  | A     | Massimo Ruggeri        | 1972 | 204 cm | 105 kg |  |
| 11 | Svezia (bandiera)                                  | A     | Mathias Sahlstrom      | 1968 | 207 cm | 110 kg |  |
| 13 | Italia (bandiera)                                  | GA    | Marco Sambugaro        | 1971 | 196 cm | 89 kg  |  |
| -  | Grecia (bandiera)                                  | GA    | Giōrgos Sigalas        | 1970 | 201 cm | 107 kg |  |

| Allenatore                                                                                      |
| - Franco Marcelletti (fino al 20 marzo) - Franco Casalini (dal al 21 marzo)                     |
| Assistente/i                                                                                    |
| - Fabio Corbani - Giovanni Gallotti Legenda - (C) Capitano - (IN) Inattivo - Infortunato Roster |

## Mercato

### Sessione estiva
| Acquisti | Acquisti        | Acquisti          | Acquisti   | Acquisti |
| R.       | Nome            | da                | Modalità   |          |
| -------- | --------------- | ----------------- | ---------- | -------- |
| AC       | Thurl Bailey    | Pall. Cantù       | svincolato |          |
| PG       | Srđan Jovanović | Aris Salonicco    | svincolato |          |
| A        | Massimo Ruggeri | Fortitudo Bologna | svincolato |          |
| GA       | Giōrgos Sigalas | Olympiakos        | svincolato |          |

| Cessioni | Cessioni          | Cessioni          | Cessioni       | Cessioni |
| R.       | Nome              | a                 | Modalità       |          |
| -------- | ----------------- | ----------------- | -------------- | -------- |
| GA       | Anthony Bowie     | N.Y. Knicks       | fine contratto |          |
| A        | Alessandro De Pol | Pall. Varese      | fine contratto |          |
| AG       | Gregor Fučka      | Fortitudo Bologna | fine contratto |          |
| P        | Giōrgos Kalaitzīs | Panathīnaïkos     | fine contratto |          |
| GA       | Marco Spangaro    | Mens Sana Siena   | fine contratto |          |
| AG       | Matteo Nobile     | Scaligera Verona  | fine contratto |          |

## Risultati

### Serie A

#### Stagione regolare

##### Girone d'andata
| Siena 21 settembre 1997 1ª giornata        | Mens Sana Siena | 88 – 86 referto    | Olimpia Milano | PalaEstra |
| Phil Melillo Allenatori Franco Marcelletti |                 |                    |                |           |
|                                            |                 |                    |                |           |
| Phil Melillo                               | Allenatori      | Franco Marcelletti |                |           |

| Assago 28 settembre 1997 2ª giornata        | Olimpia Milano | 85 – 84 referto | Scaligera | Forum di Milano |
| Franco Marcelletti Allenatori Andrea Mazzon |                |                 |           |                 |
|                                             |                |                 |           |                 |
| Franco Marcelletti                          | Allenatori     | Andrea Mazzon   |           |                 |

| Pistoia 21 settembre 1997 3ª giornata         | Olimpia Pistoia | 67 – 66 referto    | Olimpia Milano | PalaCarrara |
| Edoardo Rusconi Allenatori Franco Marcelletti |                 |                    |                |             |
|                                               |                 |                    |                |             |
| Edoardo Rusconi                               | Allenatori      | Franco Marcelletti |                |             |

| Assago 12 ottobre 1997 4ª giornata            | Olimpia Milano | 79 – 68 referto | Pall. Varese | Forum di Milano |
| Franco Marcelletti Allenatori Carlo Recalcati |                |                 |              |                 |
|                                               |                |                 |              |                 |
| Franco Marcelletti                            | Allenatori     | Carlo Recalcati |              |                 |

| Reggio Emilia 19 ottobre 1997 6ª giornata         | Pall. Reggiana | 77 – 81 referto    | Olimpia Milano | PalaBigi |
| Gianfranco Lombardi Allenatori Franco Marcelletti |                |                    |                |          |
|                                                   |                |                    |                |          |
| Gianfranco Lombardi                               | Allenatori     | Franco Marcelletti |                |          |

| Assago 25 ottobre 1997 5ª giornata              | Olimpia Milano | 95 – 88 referto   | Pall. Cantù | Forum di Milano |
| Franco Marcelletti Allenatori Virginio Bernardi |                |                   |             |                 |
|                                                 |                |                   |             |                 |
| Franco Marcelletti                              | Allenatori     | Virginio Bernardi |             |                 |

| Assago 2 novembre 1997 7ª giornata              | Olimpia Milano | 89 – 85 referto   | Fortitudo Bologna | Forum di Milano |
| Franco Marcelletti Allenatori Valerio Bianchini |                |                   |                   |                 |
|                                                 |                |                   |                   |                 |
| Franco Marcelletti                              | Allenatori     | Valerio Bianchini |                   |                 |

| Villorba 9 novembre 1997 8ª giornata            | Pall. Treviso | 80 – 72 referto    | Olimpia Milano | PalaVerde |
| Zelimir Obradovic Allenatori Franco Marcelletti |               |                    |                |           |
|                                                 |               |                    |                |           |
| Zelimir Obradovic                               | Allenatori    | Franco Marcelletti |                |           |

| Assago 16 novembre 1997 9ª giornata        | Olimpia Milano | 83 – 68 referto | Basket Rimini | Forum di Milano |
| Franco Marcelletti Allenatori Piero Bucchi |                |                 |               |                 |
|                                            |                |                 |               |                 |
| Franco Marcelletti                         | Allenatori     | Piero Bucchi    |               |                 |

| Reggio Calabria 23 novembre 1997 10ª giornata | Viola R. Calabria | 81 – 79 referto    | Olimpia Milano | PalaCalafiore |
| Gaetano Gebbia Allenatori Franco Marcelletti  |                   |                    |                |               |
|                                               |                   |                    |                |               |
| Gaetano Gebbia                                | Allenatori        | Franco Marcelletti |                |               |

| Assago 7 dicembre 1997 11ª giornata           | Olimpia Milano | 90 – 79 referto | V.L. Pesaro | Forum di Milano |
| Franco Marcelletti Allenatori Duško Vujošević |                |                 |             |                 |
|                                               |                |                 |             |                 |
| Franco Marcelletti                            | Allenatori     | Duško Vujošević |             |                 |

| Casalecchio di Reno 14 dicembre 1997 12ª giornata | Virtus Bologna | 86 – 63 referto    | Olimpia Milano | Unipol Arena |
| Ettore Messina Allenatori Franco Marcelletti      |                |                    |                |              |
|                                                   |                |                    |                |              |
| Ettore Messina                                    | Allenatori     | Franco Marcelletti |                |              |

| Assago 21 dicembre 1997 13ª giornata       | Olimpia Milano | 74 – 67 referto | Virtus Roma | Forum di Milano |
| Franco Marcelletti Allenatori Attilio Caja |                |                 |             |                 |
|                                            |                |                 |             |                 |
| Franco Marcelletti                         | Allenatori     | Attilio Caja    |             |                 |

##### Girone di ritorno
| Assago 4 gennaio 1998 14ª giornata         | Olimpia Milano | 91 – 74 referto | Mens Sana Siena | Forum di Milano |
| Franco Marcelletti Allenatori Phil Melillo |                |                 |                 |                 |
|                                            |                |                 |                 |                 |
| Franco Marcelletti                         | Allenatori     | Phil Melillo    |                 |                 |

| Verona 11 gennaio 1998 15ª giornata         | Scaligera  | 85 – 65 referto    | Olimpia Milano | PalaOlimpia |
| Andrea Mazzon Allenatori Franco Marcelletti |            |                    |                |             |
|                                             |            |                    |                |             |
| Andrea Mazzon                               | Allenatori | Franco Marcelletti |                |             |

| Assago 18 gennaio 1998 16ª giornata           | Olimpia Milano | 95 – 84 referto | Olimpia Pistoia | Forum di Milano |
| Franco Marcelletti Allenatori Edoardo Rusconi |                |                 |                 |                 |
|                                               |                |                 |                 |                 |
| Franco Marcelletti                            | Allenatori     | Edoardo Rusconi |                 |                 |

| Varese 25 gennaio 1998 17ª giornata           | Pall. Varese | 87 – 76 referto    | Olimpia Milano | Palasport Lino Oldrini |
| Carlo Recalcati Allenatori Franco Marcelletti |              |                    |                |                        |
|                                               |              |                    |                |                        |
| Carlo Recalcati                               | Allenatori   | Franco Marcelletti |                |                        |

| Assago 29 gennaio 1998 18ª giornata               | Olimpia Milano | 93 – 67 referto     | Pall. Reggiana | Forum di Milano |
| Franco Marcelletti Allenatori Gianfranco Lombardi |                |                     |                |                 |
|                                                   |                |                     |                |                 |
| Franco Marcelletti                                | Allenatori     | Gianfranco Lombardi |                |                 |

| Cucciago 8 febbraio 1998 19ª giornata       | Pall. Cantù | 66 – 73 referto    | Olimpia Milano | PalaPianella |
| Massimo Magri Allenatori Franco Marcelletti |             |                    |                |              |
|                                             |             |                    |                |              |
| Massimo Magri                               | Allenatori  | Franco Marcelletti |                |              |

| Bologna 15 febbraio 1998 20ª giornata           | Fortitudo Bologna | 84 – 66 referto    | Olimpia Milano | PalaDozza |
| Valerio Bianchini Allenatori Franco Marcelletti |                   |                    |                |           |
|                                                 |                   |                    |                |           |
| Valerio Bianchini                               | Allenatori        | Franco Marcelletti |                |           |

| Assago 22 febbraio 1998 21ª giornata             | Olimpia Milano | 77 – 66 referto    | Pall. Treviso | Forum di Milano |
| Franco Marcelletti Allenatori Zelimir Obradovici |                |                    |               |                 |
|                                                  |                |                    |               |                 |
| Franco Marcelletti                               | Allenatori     | Zelimir Obradovici |               |                 |

| Rimini 8 marzo 1998 22ª giornata           | Basket Rimini | 65 – 59 referto    | Olimpia Milano | PalaFlaminio |
| Piero Bucchi Allenatori Franco Marcelletti |               |                    |                |              |
|                                            |               |                    |                |              |
| Piero Bucchi                               | Allenatori    | Franco Marcelletti |                |              |

| Assago 15 marzo 1998 23ª giornata            | Olimpia Milano | 86 – 78 referto | Viola R. Calabria | Forum di Milano |
| Franco Marcelletti Allenatori Gaetano Gebbia |                |                 |                   |                 |
|                                              |                |                 |                   |                 |
| Franco Marcelletti                           | Allenatori     | Gaetano Gebbia  |                   |                 |

| Pesaro 19 marzo 1998 24ª giornata             | V.L. Pesaro | 84 – 62 referto    | Olimpia Milano | Vitrifrigo Arena |
| Stefano Bizzozi Allenatori Franco Marcelletti |             |                    |                |                  |
|                                               |             |                    |                |                  |
| Stefano Bizzozi                               | Allenatori  | Franco Marcelletti |                |                  |

| Assago 22 marzo 1998 25ª giornata         | Olimpia Milano | 79 – 78 referto | Virtus Bologna | Forum di Milano |
| Franco Casalini Allenatori Ettore Messina |                |                 |                |                 |
|                                           |                |                 |                |                 |
| Franco Casalini                           | Allenatori     | Ettore Messina  |                |                 |

| Roma 29 marzo 1998 26ª giornata         | Virtus Roma | 78 – 66 referto | Olimpia Milano | Palazzo dello Sport |
| Attilio Caja Allenatori Franco Casalini |             |                 |                |                     |
|                                         |             |                 |                |                     |
| Attilio Caja                            | Allenatori  | Franco Casalini |                |                     |

#### Play-off

##### Ottavi di finale
| Assago 5 aprile 1998 Gara 1                    | Olimpia Milano | 79 – 81 referto     | Pall. Reggiana | Forum di Milano |
| Franco Casalini Allenatori Gianfranco Lombardi |                |                     |                |                 |
|                                                |                |                     |                |                 |
| Franco Casalini                                | Allenatori     | Gianfranco Lombardi |                |                 |

| Reggio Emilia 9 aprile 1998 Gara 2             | Pall. Reggiana | 82 – 76 referto | Olimpia Milano | PalaBigi |
| Gianfranco Lombardi Allenatori Franco Casalini |                |                 |                |          |
|                                                |                |                 |                |          |
| Gianfranco Lombardi                            | Allenatori     | Franco Casalini |                |          |

### Eurocoppa
| Arbitri: | Eduardo Sancha Konstantinos Mouzakis |

|                    |            |            |
| Franco Marcelletti | Allenatori | Darko Ruso |

| Arbitri: | Anibal Castano Jan Herweijer |

|             |            |                    |
| Kevin Cadle | Allenatori | Franco Marcelletti |

| Arbitri: | Trevor Pountain Xavier Amoros |

|               |            |                    |
| Tom Schneeman | Allenatori | Franco Marcelletti |

| Arbitri: | Memduh Öget Mikhail Davydov |

|                    |            |                  |
| Franco Marcelletti | Allenatori | Moshe Weinkrantz |

| Arbitri: | Roman Ryzhyk Goran Urukalo |

|  |            |                    |
|  | Allenatori | Franco Marcelletti |

| Arbitri: | Jozef Jancovic Nikolai Nedeltchev |

|            |            |                    |
| Darko Ruso | Allenatori | Franco Marcelletti |

| Arbitri: | Moise Bitton Jose Martin |

|                    |            |             |
| Franco Marcelletti | Allenatori | Kevin Cadle |

| Arbitri: | Philippe Manassero Marjan Stojovski |

|                    |            |               |
| Franco Marcelletti | Allenatori | Tom Schneeman |

| Arbitri: | Krzysztof Koralewski Nikolaos Zavlanos |

|                  |            |                    |
| Moshe Weinkrantz | Allenatori | Franco Marcelletti |

| Arbitri: | Ladislav Janac Anibal Castano |

|                    |            |  |
| Franco Marcelletti | Allenatori |  |

#### Fase a eliminazione diretta
| Arbitri: | Christos Mastraftsis György Varadi |

|               |            |                    |
| Boris Zrinski | Allenatori | Franco Marcelletti |

| Arbitri: | Antonio Gallo Murat Biricik |

|                    |            |               |
| Franco Marcelletti | Allenatori | Boris Zrinski |

| Arbitri: | Pascal Dorizon Hermann Latz |

|            |            |                    |
| Nick Nurse | Allenatori | Franco Marcelletti |

| Arbitri: | Krzysztof Koralewski José Araujo |

|                    |            |            |
| Franco Marcelletti | Allenatori | Nick Nurse |

| Arbitri: | Vicente Sanchis Milivoje Jovcic |

|                |            |                    |
| Gregor Beugnot | Allenatori | Franco Marcelletti |

| Arbitri: | Danko Radic Carl Jungebrand |

|                    |            |                |
| Franco Marcelletti | Allenatori | Gregor Beugnot |

| Arbitri: | Reuven Virovnik Juan Mitjana |

|                  |            |                 |
| Slobodan Subotić | Allenatori | Franco Casalini |

| Arbitri: | Iztok Rems Bruno Gasperin |

|                 |            |                  |
| Franco Casalini | Allenatori | Slobodan Subotić |

| Arbitri: | Juan Mitjana Nikolaos Pitsilkas |

|                 |            |                  |
| Franco Casalini | Allenatori | Jonas Kazlauskas |

### Coppa Italia
| Jesi 28 agosto 1997 Sedicesimi di finale - Andata | Aurora Jesi | 70 – 109 referto   | Olimpia Milano | PalaTriccoli |
| Alessio Baldinelli Allenatori Franco Marcelletti  |             |                    |                |              |
|                                                   |             |                    |                |              |
| Alessio Baldinelli                                | Allenatori  | Franco Marcelletti |                |              |

| Milano 31 agosto 1997 Sedicesimi di finale - Ritorno | Olimpia Milano | 78 – 72 referto    | Aurora Jesi | Palalido |
| Franco Marcelletti Allenatori Alessio Baldinelli     |                |                    |             |          |
|                                                      |                |                    |             |          |
| Franco Marcelletti                                   | Allenatori     | Alessio Baldinelli |             |          |

| Pesaro 2 settembre 1997 Ottavi di finale - Andata | V.L. Pesaro | 65 – 63 referto    | Olimpia Milano | Vitrifrigo Arena |
| Duško Vujošević Allenatori Franco Marcelletti     |             |                    |                |                  |
|                                                   |             |                    |                |                  |
| Duško Vujošević                                   | Allenatori  | Franco Marcelletti |                |                  |

| Milano 4 settembre 1997 Ottavi di finale - Ritorno | Olimpia Milano | 86 – 76 referto | V.L. Pesaro | Palalido |
| Franco Marcelletti Allenatori Duško Vujošević      |                |                 |             |          |
|                                                    |                |                 |             |          |
| Franco Marcelletti                                 | Allenatori     | Duško Vujošević |             |          |

| Milano 7 settembre 1997 Quarti di finale - Andata | Olimpia Milano | 71 – 64 referto | Scaligera | Palalido |
| Franco Marcelletti Allenatori Andrea Mazzon       |                |                 |           |          |
|                                                   |                |                 |           |          |
| Franco Marcelletti                                | Allenatori     | Andrea Mazzon   |           |          |

| Verona 11 settembre 1997 Quarti di finale - Ritorno | Scaligera  | 65 – 59 referto    | Olimpia Milano | PalaOlimpia |
| Andrea Mazzon Allenatori Franco Marcelletti         |            |                    |                |             |
|                                                     |            |                    |                |             |
| Andrea Mazzon                                       | Allenatori | Franco Marcelletti |                |             |

| Casalecchio di Reno 30 gennaio 1998 Semifinale | Pall. Treviso | 77 – 60 referto    | Olimpia Milano | Unipol Arena |
| Željko Obradović Allenatori Franco Marcelletti |               |                    |                |              |
|                                                |               |                    |                |              |
| Željko Obradović                               | Allenatori    | Franco Marcelletti |                |              |

## Statistiche

### Statistiche giocatori
Fonte: Campionato, Coppa Italia

Fonte Eurocoppa
| Giocatore     | Serie A | Serie A | Serie A | Serie A | Serie A Playoff | Serie A Playoff | Serie A Playoff | Serie A Playoff | Coppa Italia | Coppa Italia | Coppa Italia | Coppa Italia | Coppaeuropa | Coppaeuropa | Coppaeuropa | Coppaeuropa | Totale | Totale | Totale | Totale |
| Giocatore     | PG      | PTI     | AST     | RIM     | PG              | PTI             | AST             | RIM             | PG           | PTI          | AST          | RIM          | PG          | PTI         | AST         | RIM         | PG     | PTI    | AST    | RIM    |
| ------------- | ------- | ------- | ------- | ------- | --------------- | --------------- | --------------- | --------------- | ------------ | ------------ | ------------ | ------------ | ----------- | ----------- | ----------- | ----------- | ------ | ------ | ------ | ------ |
| T. Bailey     | 26      | 477     | 28      | 200     | 2               | 34              | 3               | 15              | ?            | ?            | ?            | ?            | 18          | 287         | 18          | 116         | 46+    | 798+   | 49+    | 331+   |
| D. Cantarello | 21      | 40      | 1       | 32      | 2               | 8               | 0               | 5               | ?            | ?            | ?            | ?            | 16          | 46          | 0           | 44          | 39+    | 94+    | 1+     | 81+    |
| F. Gentile    | 23      | 283     | 41      | 75      | 2               | 25              | 8               | 7               | ?            | ?            | ?            | ?            | 17          | 161         | 44          | 38          | 42+    | 469+   | 93+    | 120+   |
| S. Jovanović  | 24      | 53      | 19      | 21      | 2               | 2               | 0               | 2               | ?            | ?            | ?            | ?            | 18          | 88          | 11          | 20          | 44+    | 143+   | 30+    | 43+    |
| W. Kidd       | 25      | 296     | 15      | 226     | 2               | 25              | 1               | 17              | ?            | ?            | ?            | ?            | 17          | 238         | 12          | 172         | 44+    | 559+   | 28+    | 415+   |
| A. Michelori  | 2       | 2       | 0       | 0       | -               | -               | -               | -               | ?            | ?            | ?            | ?            | 2           | 3           | 0           | 1           | 4+     | 5+     | 0+     | 1+     |
| M. Mordente   | 3       | 8       | 1       | 2       | -               | -               | -               | -               | ?            | ?            | ?            | ?            | 1           | 0           | 0           | 0           | 4+     | 8+     | 1+     | 2+     |
| F. Portaluppi | 26      | 377     | 16      | 38      | 2               | 20              | 1               | 3               | ?            | ?            | ?            | ?            | 19          | 224         | 16          | 26          | 47+    | 621+   | 33+    | 67+    |
| M. Ruggeri    | 25      | 163     | 9       | 45      | 2               | 6               | 0               | 0               | ?            | ?            | ?            | ?            | 19          | 115         | 8           | 23          | 46+    | 284+   | 17+    | 68+    |
| M. Sahlstrom  | 11      | 17      | 0       | 11      | 0               | 0               | 0               | 0               | ?            | ?            | ?            | ?            | 13          | 69          | 4           | 37          | 24+    | 86+    | 4+     | 48+    |
| M. Sambugaro  | 26      | 81      | 1       | 12      | 2               | 15              | 0               | 7               | ?            | ?            | ?            | ?            | 19          | 101         | 5           | 19          | 47+    | 197+   | 6+     | 38+    |
| G. Sigalas    | 26      | 233     | 41      | 86      | 2               | 20              | 0               | 8               | ?            | ?            | ?            | ?            | 19          | 178         | 29          | 50          | 47+    | 431+   | 70+    | 144+   |